# Engente
Engente é uma comuna francesa na região administrativa de Grande Leste, no departamento de Aube. Estende-se por uma área de 5,12 km². Em 2010 a comuna tinha 34 habitantes (densidade: 6,6 hab./km²).